# Comptosia moretonii
Comptosia moretonii är en tvåvingeart som beskrevs av Macquart 1855. Comptosia moretonii ingår i släktet Comptosia och familjen svävflugor. Inga underarter finns listade i Catalogue of Life.